# 阿蘇市立乙姫小学校
阿蘇市立乙姫小学校（あそしりつ おとひめしょうがっこう）は、熊本県阿蘇市にあった公立小学校。

## 沿革
- 1873年（明治6年） - 永草･乙姫を合併して､永草に小学校を創立。
- 1890年（明治23年） - 永草より分離して､中谷に乙姫小学校を創立。
- 1941年（昭和16年）4月 - 国民学校令施行により乙姫国民学校と改称。
- 1947年（昭和22年）4月 - 学制改革に伴い、黒川村立乙姫小学校と改称。
- 1954年（昭和29年）4月 - 町村合併により阿蘇町立乙姫小学校と改称。
- 2005年（平成17年）2月 - 阿蘇市誕生に伴い、阿蘇市立乙姫小学校と改称。
- 2013年（平成25年）3月 - 阿蘇市立碧水小学校と統合し阿蘇市立阿蘇小学校となる